# Mehmet Nuri Efendi
Mehmet Nuri Efendi (1885 - 7 de abril de 1921) fue un muftí otomano (erudito islámico que es un intérprete o expositivo de la ley islámica) de la ciudad de Bilecik, y es conocido por su apoyo al movimiento nacional turco y posterior asesinato de los griegos en 1921 durante la guerra greco-turca (1919–22). Se construyó una tumba para él en 1996.

## Vida y asesinato
Mehmet Nuri Efendi nació en el pueblo de Şahinler de Bilecik / Gölpazarı. Se convirtió en el müftü de Bilecik en 1912 y continuó en esta función hasta su muerte. Durante la Guerra Greco-Turca (1919–22) tomó un papel activo en el movimiento nacional turco local. Como müftü de Bilecik, reconoció la fatwa de Ankara como legítima. Esta fatwa apoyaba a los nacionalistas turcos con sede en Ankara. Después de que los griegos ocuparon Bilecik, se mudó a un pueblo cercano desde el que informaba regularmente a Ankara de los acontecimientos.